# Sisyrinchium deseadense
Sisyrinchium deseadense är en irisväxtart som beskrevs av Pierfelice Ravenna. Sisyrinchium deseadense ingår i släktet gräsliljor, och familjen irisväxter. Inga underarter finns listade i Catalogue of Life.